# One Hyde Park
One Hyde Park est un luxueux complexe résidentiel et commercial se trouvant dans le centre de Londres, Royaume-Uni.

## Situation et accès
Situé dans le quartier de Knightsbridge, One Hyde Park est accessible par le métro à la station du même nom, où circulent les trains de la ligne Piccadilly.
Il a pour adresse 100, Knighstbridge.

## Description

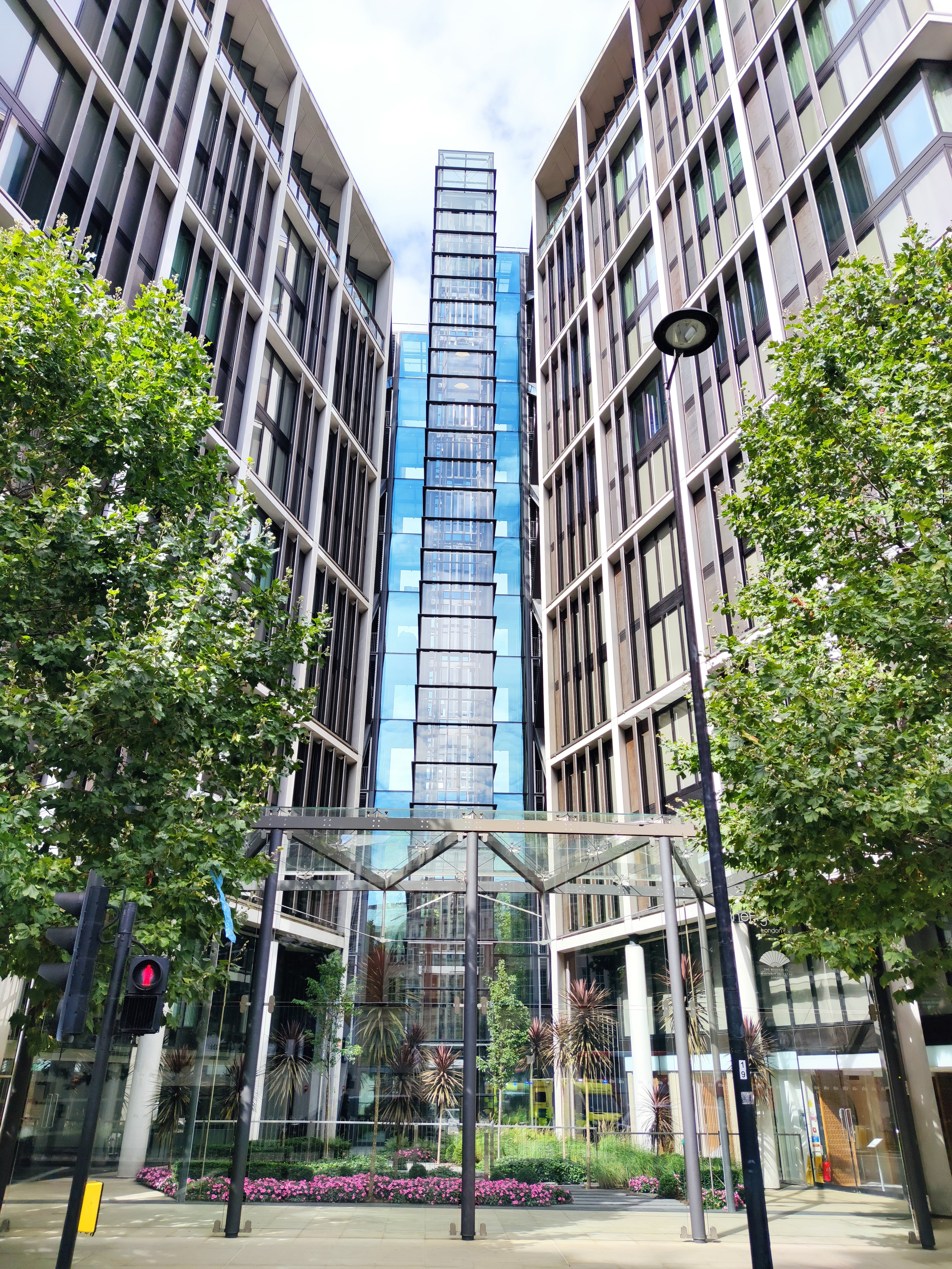
Un ascenseur vu de Knightsbridge.

Construite en 2007-2009 par l’architecte Richard Rogers pour les promoteurs Christian et Nick Candy, deux frères, cette résidence en copropriété est composée de quatre tours et comprend 86 appartements. Elle est réputée être l’une des plus chères, sinon la plus chère, de la capitale britannique et même du monde,.
One Hyde Park est relié par un couloir souterrain au palace voisin, le Mandarin Oriental Hotel, et ses résidents bénéficient des services fournis par la conciergerie de l’hôtel (nettoyage à sec, ménage, voiturier, etc). Par ailleurs, les habitants disposent d’un spa, d’une piscine, d’un simulateur de golf, d’une salle de cinéma et d’une cave à vins. Enfin, une attention extrême est portée à la sécurité des résidents : existence de pièces anti-panique, vitres à l’épreuve des balles, gardes formés par les forces spéciales britanniques...

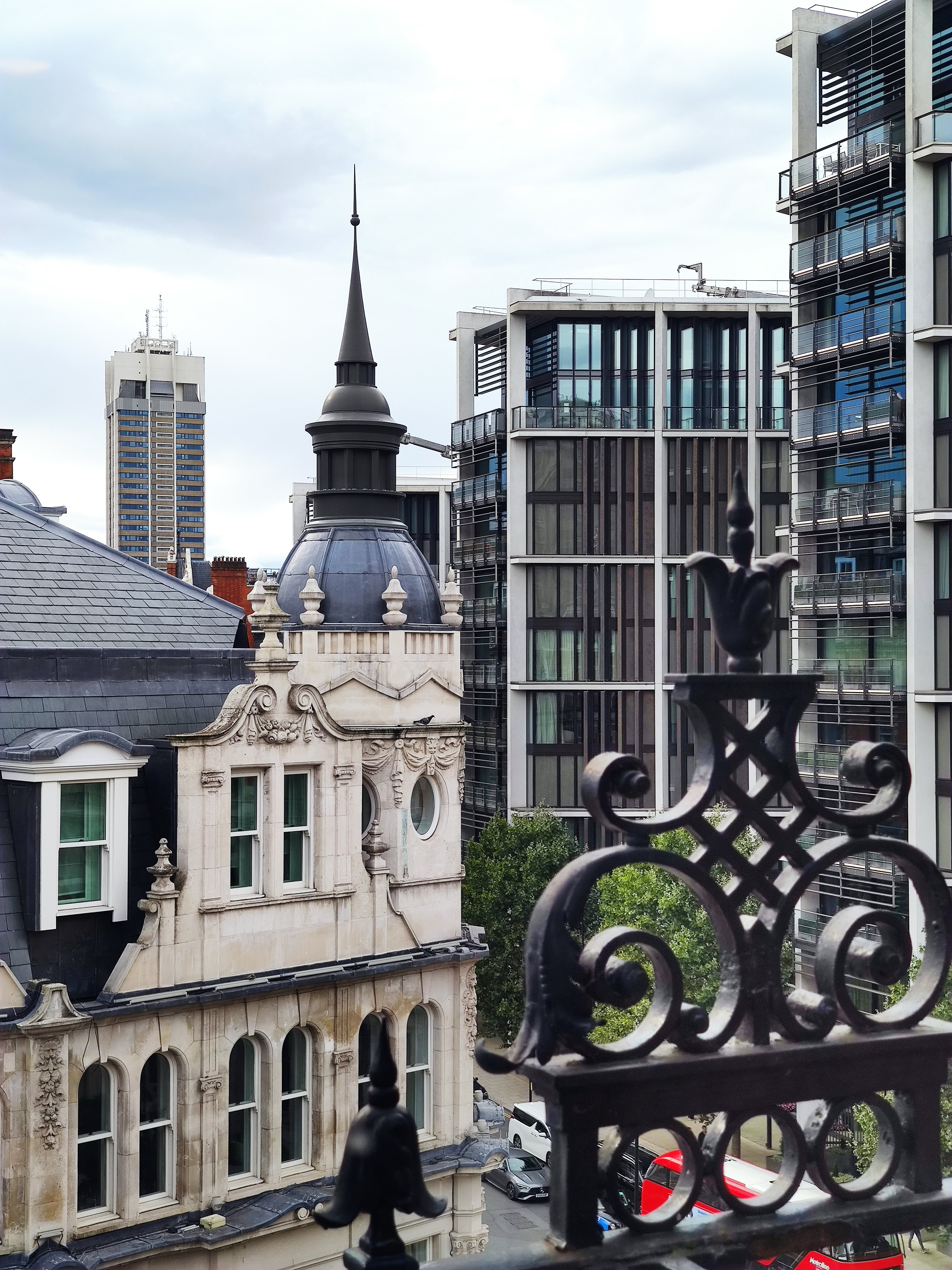
L'un des immeubles vu du 5e étage du magasin Harvey Nichols, Knightsbridge.

En 2024, un appartement de 1 672 m2 appartenant au promoteur immobilier Nick Candy y est en vente au prix de 205 millions d’euros, ce qui en ferait, à supposer qu’il trouve acquéreur à ce prix, l’appartement le plus cher jamais vendu au Royaume-Uni,.

## Résidents
Les résidents ont pour points communs d’être extrêmement fortunés et difficilement identifiables. Une grande majorité des appartements sont en effet détenus par des sociétés offshore, qui peuvent être basées dans les îles Caïmans, les îles Vierges britanniques ou au Liechenstein. 
Parmi les résidents passés ou actuels sont cités les noms de la chanteuse australienne Kylie Minogue, de la chanteuse kazakhe Anar Aitzhanova, de l’homme d’affaires ukrainien Rinat Akhmetov, des promoteurs Christian et Nick Candy et du cheikh Hamad ben Jassem Al Thani, Premier Ministre du Qatar de 2007 à 2013.

## Accueil critique
Les uns y voient « le plus beau bâtiment d’Angleterre », d’autres « un symbole de l’époque, de la déconnexion ». L’historien de l’architecture Gavin Stamp juge, lui, qu’il s’agit d’un « symbole de l’hégémonie d’une richesse excessive (...) installée avec arrogance au cœur de Londres ».